# Dilemme de Warnock
Pour les articles homonymes, voir Warnock.
Le dilemme de Warnock, du nom de son auteur, Bryan Warnock, met en avant le fait que l'absence de reponse à un message sur une liste de discussion, un newsgroup Usenet ou un forum Web n'implique pas forcément que personne n'est intéressé par le sujet. D'après Warnock:
Le problème avec l'absence de réponse, c'est qu'il y a cinq interprétations possibles :
1. Le message est correct, l'information est claire et ne nécessite pas de commentaire supplémentaire. Il n'y a rien d'autre à dire que "Je suis d'accord avec ce qu'il dit"
2. Le message est trop long et détaillé, et personne ne veut gaspiller d'énergie ou de bande passante pour le faire remarquer.
3. Personne n'a lu le message, quelle qu'en soit la raison.
4. Personne n'a compris le message, mais personne ne demandera d'explication, quelle qu'en soit la raison.
5. Personne ne s'intéresse au message, quelle qu'en soit la raison.

Warnock a pour la première fois décrit ce dilemme sur une liste de discussion Perl 6 en 2000. L'expression, maintenant couramment utilisée dans le monde Perl, a été récupérée par les blogueurs pour décrire le sentiment que chacun peut ressentir quand personne n'a commenté ce qu'il a publié.
On peut trouver d'autres interprétations que celles listées par Warnock. Par exemple, on peut imaginer que la rédaction d'une réponse adaptée nécessiterait de faire des recherches que le lecteur n'a pas le temps d'entreprendre. Ou encore que le lecteur est intéressé par ce sujet mais ne se sent pas suffisamment compétent pour y répondre. Ou encore qu'avec une réponse trop éclairée, l'auteur prendrait le risque d'un supplément de travail (courant sur les listes de discussion liée à la programmation, où les personnes qui affichent le plus de qualifications sur une fonctionnalité se retrouvent souvent désignées volontaires pour l'implémenter) qu'il ne souhaite pas. Dans le langage courant, "Dilemme de Warnock" désigne toutes les raisons qui font qu'un message ne reçoit pas de réponse, et plus seulement les cinq énoncées à l'origine.
Au sens propre du terme, un dilemme implique d'avoir à choisir entre deux solutions, toutes les deux insatisfaisantes, ce qui signifie que le dilemme de Warnock n'est pas un vrai dilemme. Cependant, un grand nombre de dictionnaires modernes considèrent que cette restriction n'est pas utile et autorisent le mot à décrire une situation difficile avec plus de deux choix. D'un autre côté, on peut considérer que ce dilemme repose sur deux prémisses :
1. personne ne répond parce que personne n'est intéressé
2. personne ne répond pour toute autre raison.

On peut sûrement estimer, dans la plupart des cas, que les personnes qui ne répondent pas ne le font pas toutes pour les mêmes raisons, contrairement à ce qu'implique la formulation originale de Warnock.